# Juliette Dol
Pour les articles homonymes, voir Dol.
Juliette Dol est une actrice de théâtre et de cinéma française née à Tours en 1986.

## Biographie
En 2008, Juliette Dol a rejoint la série La vie est à nous, la série est diffusée sur TF1 à partir de 2009,.

## Vie privée
Juliette Dol est la compagne du producteur Olivier Muller . 
En 2001, elle a été championne de France d’équitation avec Bibiche des étangs.

## Filmographie

### Cinéma

#### Longs métrages
- 2019 : Mon inconnue d'Hugo Gélin : Morgane
- 2019 : Place des victoires de Yoann Guillouzouic : Aline
- 2025 : Bastion 36 d'Olivier Marchal : Hanna Levasseur

#### Courts métrages
- 2008 : Paris-Moscou de Karl Lagerfeld
- 2009 : Boris de Justin Blankeart
- 2009 : La vie privée de Jason V de Jean-Julien Khan
- 2011 : La robe blanche de Vincent Vesco
- 2013 : Ivresse de Guillaume Canet

### Télévision

#### Séries télévisées
- 2008 : La vie est à nous : Garance
- 2012 : Talons aiguilles et bottes de paille : Noée
- 2016 : Section Zéro : Cheyenne Rodriguez
- 2017 : Ransom : Camille Lambert

## Théâtre
- 2007 : La Marelle, d'Israël Horowitz [3]
- 2008 : Tête d'or, de Paul Claudel
- 2008 : Jeunes barbares d'aujourd'hui, de Fernando Arrabal
- 2009 : On s'embrassera plus tard, de Xavier Duringer